# Mikado

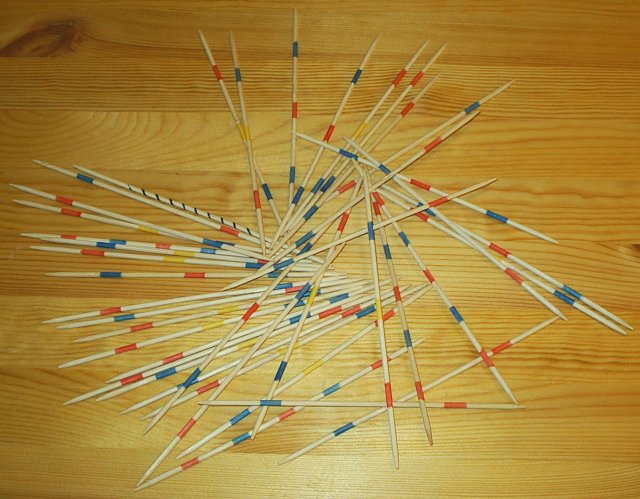
Mikado

Mikado sau marocco este un joc de dexteritate practicat de 2-6 jucători. Constă într-un set de bețișoare de aproximativ 20 cm lungime subțiate la capete, care sunt lăsate să cadă astfel încât să se amestece. Apoi jucătorii încearcă să le scoată unul câte unul, fără a le mișca pe celelalte.